# The National
The National är ett amerikanskt indierockband bildat 1999 i Cincinnati, Ohio. Bandet består av Matt Berninger (sång) och två brödrapar; Aaron Dessner och Bryce Dessner samt Scott Devendorf och Bryan Devendorf. Bandets karaktär sitter främst i sångaren Matt Berningers barytonröst och hans texter, de har beskrivits som "mörka, melankoliska och svårtolkade". The National har ofta jämförts med Joy Division, Leonard Cohen, Wilco och Nick Cave and the Bad Seeds. Bandet supportade även Barack Obama vid presidentvalet i USA 2008. I juli samma år designade bandet en tröja med Obama's ansikte i tryck ovanför orden "Mr. November", en referens till deras sång från albumet Alligator, men även till den månad som presidentvalet äger rum vid valår i USA.

## Medlemmar
- Aaron Dessner - gitarr, bas (1999-idag)
- Bryce Dessner - gitarr (1999-idag)
- Scott Devendorf - gitarr, bas (1999-idag)
- Bryan Devendorf - trummor (1999-idag)
- Matt Berninger - sång (1999-idag)

## Diskografi
Studioalbum
- 2001 – The National (30 oktober)
- 2003 – Sad Songs for Dirty Lovers (2 september)
- 2005 – Alligator (12 april)
- 2007 – Boxer (22 maj)
- 2010 – High Violet (10 maj)
- 2013 – Trouble Will Find Me (17 maj)
- 2017 – Sleep Well Beast
- 2019 – I Am Easy to Find
- 2023 – First Two Pages of Frankenstein
- 2023 – Laugh Track

EP
- 2004 – Cherry Tree (20 juli)
- 2008 – The Virginia EP